# Francis M. Drake
Francis Marion Drake (Rushville, 30 dicembre 1830 – Centerville, 20 novembre 1903) è stato un generale, imprenditore e politico statunitense.

## Biografia
Durante la guerra di secessione americana, nel luglio 1862 si arruolò come volontario nell'esercito dell'Unione e in agosto gli venne assegnato il grado di tenente colonnello e chiamato a comandare il 36º Reggimento di fanteria dell'Iowa. Partecipò a molte battaglie della guerra civile e in febbraio 1865 fu promosso brigadiere generale.
Il 25 aprile 1864, nella battaglia di Marks' Mills in Arkansas, era al comando di una brigata di fanteria con circa 1 800 uomini, ma venne sconfitto da due divisioni dell'esercito degli Stati Confederati molto superiori di numero (circa 8 000 uomini), comandate dal generale sudista James F. Fagan.
Dopo la guerra Drake svolse l'attività di avvocato penalista per sei anni, poi per quasi 30 anni fu un imprenditore nel settore della costruzione e gestione di ferrovie. Fu presidente della Missouri, Iowa and Nebraska Railroad e di altre ferrovie dell'Indiana e dell'Illinois. Fondò la Centerville National Bank, di cui fu presidente fino alla morte.
Nel 1881 fu tra i fondatori e finanziatori della Drake University di Des Moines, della quale fu presidente fino alla morte. Fece donazioni anche ad altri college ed associazioni di varie confessioni religiose.
In luglio 1895 fu scelto dal partito repubblicano per le elezioni a governatore dell'Iowa. Venne eletto a grande maggioranza il 5 novembre 1895, diventando dal 16 gennaio dell'anno successivo il 16º governatore dello Stato. Rimase in carica per due anni, fino al gennaio 1898.